# Jomo Sono
Jomo Sono, właśc. Matsilela Ephraim Sono (ur. 15 lipca 1955 w Soweto) – południowoafrykański piłkarz, obecnie trener i właściciel klubu Jomo Cosmos.

## Wczesne lata i kariera piłkarska
Sono urodził się w Soweto nieopodal Johannesburga. Gdy miał 8 lat jego ojciec Eric Bhamuza „Scara” Sono – pomocnik Orlando Pirates – zginął w wypadku samochodowym. Wkrótce potem porzuciła go matka.
W konsekwencji Sono został pod opieką dziadków. Dziadkowie byli bardzo biedni, więc często musiał uciekać się do sprzedaży jabłek i orzechów ziemnych na meczach piłkarskich i stacjach kolejowych. Z zarobionych pieniędzy kupował ubrania, żywność i opłacał szkołę.
Sono zadebiutował w zespole Orlando Pirates z powodu nieobecności jednego z podstawowych graczy. Szybko zyskał sławę dzięki wszechstronnym umiejętnościom, dobremu dryblingowi i podaniom. Otrzymał przydomek Jomo (co oznacza „Płonącą Włócznę”) od fanów Orlando, którzy widzieli w nim podobne cechy przywódcze, jak u ówczesnego prezydenta Kenii – Jomo Kenyatta.
Kolejne lata kariery spędził w USA. Występował w Colorado Caribous i New York Cosmos, gdzie jego partnerem z zespołu był m.in. Pelé. W tym samym czasie w NASL grał w barwach Atlanta Chiefs jego rodak Kaizer Motaung – późniejszy założyciel i prezes Kaizer Chiefs. Sono zakończył karierę w Toronto Blizzard.

## Właściciel Jomo Cosmos i trener
Po zakończeniu kariery Sono powrócił do RPA, gdzie w 1982 roku kupił klub Highlands Park z Johannesburga. Nazwa została zmieniona na Jomo Cosmos na cześć byłego klubu Sono – New York Cosmos.
Jako własność Jomo Sono Jomo Cosmos zdobyli tytuł mistrza National Soccer League 1987, Bobsave Super Bowl w 1990, Super Eight 2003 i dwukrotnie Coca-Cola Cup 2002 i 2005. Jomo Cosmos stale utrzymuje się w czołówce drużyn Premier Soccer League.
Sono podjął się także odkrywania i rozwijania nowych talentów piłkarskich, w szczególności poszukiwanych na terenach wiejskich. Niektórzy z tych, których zatrudnił Sono grali potem w reprezentacji narodowej i ligach europejskich to: Philemon Masinga, Helman Mkhalele, Sizwe Moutang i Mark Fish. Wychowankowie Sono stanowili trzon reprezentacji podczas zwycięskiego Pucharu Narodów Afryki 1996. Sam Sono był podczas turnieju doradcą technicznym trenera Clive’a Barkera.
W 1998 roku Sono został selekcjonerem drużyny „Bafana Bafana” w miejsce Philippe Troussiera zwolnionego tuż przed Pucharem Narodów Afryki 1998. Zespół Jomo Sono doszedł do finału, gdzie dopiero zatrzymał go Egipt. Uznano to za niezwykły wyczyn biorąc pod uwagę, że Sono prowadził kadrę od niedawna i nie miał wiele czasu na przygotowania do turnieju.
Po rozczarowujących wynikach RPA w Pucharze Narodów Afryki 2002 Sono po raz drugi został mianowany dyrektorem technicznym kadry narodowej. Jednak ówczesny trener Carlos Queiroz uznał, że ta nominacja osłabia jego stanowisko i zrezygnował z prowadzenia drużyny. Sono został pierwszym trenem „Bafana Bafana” podczas Mistrzostw Świata w 2002 roku.
W Korei i Japonii RPA nie przeszło do 1/8 finału, mimo to strzelili 5 bramek, odnieśli jedno zwycięstwo, raz zremisowali i ulegli tylko Hiszpanom 2-3. Kapitan RPA, Lucas Radebe chwalił pracę Sono, za wprowadzenie pozytywnej atmosfery i ducha drużyny w zespole.
Sono jest najdłużej pracującym trenerem w Premier Soccer League, zasiada także w radzie nadzorczej tejże. Posiada także reputację skutecznego biznesmena, czerpie zyski ze sprzedaży swoich zawodników do Europy. Jest właścicielem wielu przedsiębiorstw i prezesem wielu firm.